# Ratpenat frugívor antillà
El ratpenat frugívor antillà (Brachyphylla cavernarum) és una de les dues espècies de ratpenat del gènere Brachyphylla. Aquesta espècie viu al Carib des de Puerto Rico fins a Saint Vincent i les Grenadines i Barbados. S'han documentat espècimens fòssils a l'illa de Nova Providència, a les Bahames.

## Taxonomia
Hi tres subespècies reconegudes. La subespècie Brachyphylla cavernarum cavernarum és la més gran i viu des de Saint Croix fins a St. Vincent. La segona subespècie, Brachyphylla cavernarum intermedia, és de mida mitjana i viu a Puerto Rico i les Illes Verges Nord-americanes, amb l'excepció de Saint Croix. La més petita de les tres subespècies, Brachyphylla cavernarum minor, viu a Barbados.

## Descripció
El ratpenat frugívor antillà té el pèl blanc o blanc groguenc de base amb una coloració més fosca al dors. Els individus madurs fan entre 6,5 i 11,8 centímetres de llargada del cos i el cap, amb una llargària de l'avantbraç entre 5,1 i 6,9 centímetres. El pes mitjà és de 45 grams.

## Hàbitat
Els individus d'aquesta espècie viuen en diversos llocs, que inclouen edificis en desús, coves, copes denses d'arbres, esquerdes, pous amples i penya-segats. Encara que prefereixen llocs sense llum solar directe, se n'han documentat grans colònies en zones on hi toca la llum solar.

## Comportament
El ratpenat frugívor antillà surt del refugi sincrònicament una hora després de la posta de sol. Aquesta sincronització també es fa evident quan hi torna just abans de l'alba.

## Dieta
Aquesta espècie té una dieta variada que inclou fruits, pol·len, nèctar e insectes. Entre els fruits que consumeix es troben la papaia, el mango, l'ametlla de l'Índia i la sapodella. En captivitat s'ha vist l'espècie consumint plàtans, pomes, peres, melons, préssecs, i les flors del capoquer i l'arbre de les botifarres, entre d'altres. Entre els insectes que consumeixen s'inclouen una espècie de macroníssid, dues espècies d'estrèblid, una d'argàsid i dues de labidocàrpid.